# أحياء وقرى بلدية تيزي وزو
يضم إقليم بلدية تيزي وزو العديد من الأحياء والقرى ضمن دائرة تيزي وزو وولاية تيزي وزو في منطقة القبائل بالجزائر.

## الأحياء
- بوخالفة[3]
- وادي عيسي
- مدينة تيزي وزو الجديدة
- تيميزار لغبار [الفرنسية]
- بوهينون [الفرنسية]
- تامدة
- مدوحة
- حسناوة
- باستوس
- أنار أملال
- تالة منصور
- تعزيبت
- حي 240 مسكن
- ثادارث أوفلا
- إمزذاثن
- ثاعرقوفث
- حي 60 مسكن
- حي بوعزيز
- إيقموذن
- تالة
- حي القاضي
- حي موقادم
- آيث منصور
- تاوضافت
- إيغرفان
- أعزبب أحمد
- إيغيل أوفرواق
- تيزي أوفلا
- حي زرابة بابيلاس

## القرى
- تالة علام [الفرنسية]
- تاشت رجاونة
- البور رجاونة

## النقل

### سكة الحديد
يمكن التنقل نحو «أحياء وقرى بلدية تيزي وزو» برا عبر العديد من محطات القطار، من بينها:
- خط سكة حديد من تيزي وزو إلى ثنية بني عائشة
- محطة قطار بوخالفة
- محطة قطار تيزي وزو
- محطة قطار وادي عيسي

### التيليفيريك
- تيليفيريك تيزي وزو

### مواضيع ذات صلة
- محطات السكك الحديدية في الجزائر
- البحر الأبيض المتوسط
- الطريق الوطني رقم 5
- الطريق الوطني رقم 12
- الطريق الوطني رقم 24
- بلديات ولاية تيزي وزو

### وصلات خارجية
- الموقع الرسمي لولاية تيزي وزو
- الموقع الرسمي للشركة الوطنية للنقل بالسكك الحديدية